# Верхние Яки
Верхние Яки — село в Мамадышском районе Татарстана. Входит в состав Малокирменского сельского поселения.

## География
Находится на реке Омарка, в 29 км к западу от города Мамадыша.

## История
Основано в XVII веке. В XVIII — первой половине XIX века жители относились к сословию государственных крестьян. Их основные занятия в этот период — земледелие и скотоводство.
В «Списке населенных мест по сведениям 1859 года», изданном в 1866 году, населённый пункт упомянут как казённая деревня Верхние Яки 2-го стана Мамадышского уезда Казанской губернии. Располагалась при речке Якинке, по левую сторону 2-го Чистопольского торгового тракта, в 25 верстах от уездного города Мамадыша и в 20 верстах от становой квартиры в казённой деревне Ахманова (Ишкеево). В деревне, в 48 дворах жили 393 человека (190 мужчин и 203 женщины), была мечеть.
В начале XX века в селе действовали мечеть, мектеб, водяная мельница, 5 мелочных лавок. В этот период земельный надел сельской общины составлял 1807 десятин.
До 1920 года село входило в Мало-Кирменскую волость Мамадышского уезда Казанской губернии. С 1920 года в составе Мамадышского кантона ТАССР. С 10 августа 1930 года в Мамадышском районе.
В 1932 году в селе был организован колхоз, в 1994 году был реорганизован в коллективное предприятие «Яна тормыш» (действовало до 2008 г.).

## Население
| 1782 | 1859 | 1897 | 1908 | 1920 | 1926 | 1938 | 1949 | 1958 | 1970 | 1979 | 1989 | 2002 | 2010 | 2017 |
| ---- | ---- | ---- | ---- | ---- | ---- | ---- | ---- | ---- | ---- | ---- | ---- | ---- | ---- | ---- |
| 63   | 393  | 792  | 920  | 896  | 1029 | 618  | 483  | 546  | 604  | 485  | 288  | 255  | 203  | 150  |

Национальный состав села — татары.

## Экономика
Жители занимаются полеводством, молочным скотоводством.

## Инфраструктура
Действуют клуб, библиотека (с 1980 г.), фельдшерско-акушерский пункт (с 2013 г.).

## Религия
Мечеть.